# Synalpheus arostris
Synalpheus arostris is een garnalensoort uit de familie van de Alpheidae. De wetenschappelijke naam van de soort is voor het eerst geldig gepubliceerd in 1989 door Wicksten.